# فعالیت‌های سیا در ایران
بسیاری از ادعاهای مکرر آمریکا وجود دارد که سیا مداخله در امور داخلی جمهوری اسلامی ایران، از ۱۹۵۳ کودتای علیه دولت مصدق تا به امروز است. سیا با محمدرضا پهلوی و ژنرال فضل‌الله زاهدی برای سرنگونی نخست‌وزیر محمد مصدق و همکاری کرد. بعدها، بحران گروگانگیری در سفارت آمریکا در تهران در سال ۱۹۷۹ که تا ۲۱ ژانویه ۱۹۸۱ به مدت ۴۴۴ روز به طول انجامید، ناشی از امور گذشته سیا در ایران بود. پرسنل سیا نقش مهمی در ماجرای ایران-کنترا در اواسط دهه ۱۹۸۰ داشتند که شامل مثلث سازی تجارت اسلحه و قاچاق اسلحه بین ارتش ایالات متحده، ایران و گروه‌های راستگرای کنترا بود که در نیکاراگوئه جنگ داخلی به راه انداختند. اخیراً در سال‌های ۲۰۰۷–۲۰۰۸، سیا ادعا کرد که از گروه تروریستی سنی جندالله علیه ایران حمایت می‌کند، اما این ادعاها با تحقیق‌های بعدی رد شدند. به‌طور گسترده‌ای اعتقاد بر این است که سیا به‌طور مستقیم با کودتای مصدق درگیر بوده‌است، همان‌طور که اسناد از طبقه‌بندی خارج شده از سال ۲۰۱۱ فاش شده‌است. اسناد از طبقه‌بندی خارج شده به صراحت هدف سیا را برای جایگزینی دولت ایران در اوایل دهه ۱۹۵۰ با «دولتی طرفدار غرب تحت رهبری شاه» بیان می‌کند. ایالات متحده و ایران روابط تیره‌ای را برای مدت طولانی حفظ کرده‌اند، زیرا ادعاهایی مبنی بر دخالت سیا مدام مطرح می‌شود. این ادعاها شامل مواردی بود که مقام‌های ایالات متحده مرتکب اعمال خشونت آمیز و تجاوز جنسی علیه مردم محلی شرقی بودند. با این حال، علیرغم تایید ایالات متحده در مورد این اعمال، این اتهام‌ها هرگز به عدالت کشیده نشد. در پاسخ به درخواست قانون آزادی اطلاعات (FOIA) در سال ۲۰۱۳، سازمان سیا نقش خود را در کودتا تایید کرد زیرا اسناد مختلفی در مورد دخالت این سازمان در اختیار عموم قرار گرفته‌است که بیشتر آنها قبلاً ناشناخته بودند. در نهایت، ایالات متحده قول داد که از مداخله در امور داخلی ایران خودداری کند.

## زمینه
در ۲۸ مه ۱۹۰۱، شاه مظفرالدین ایران با ویلیام ناکس دارسی، بنیانگذار شرکت نفت انگلیس و ایران (APOC) و بعداً بریتیش پترولیوم یا فراتر از پترولیوم (BP) امتیاز نفتی برای همه آینده داد. صادرات نفت و نفت از ایران تا ۶۰ سال آینده در ۲۰ مه ۱۹۱۴، دولت انگلیس قراردادی را با شرکت نفت انگلیس و ایران امضا کرد که مبلغ ۲٫۲ میلیون پوند برای ۵۱ درصد از سهام APOC را پرداخت کرد. دریافت اکثریت سهام و ملی کردن APOC برای بریتانیا. این در درجه اول به این دلیل بود که وینستون چرچیل، در آن زمان اولین لرد دریاسالاری، تنها چند هفته قبل از شروع جنگ جهانی اول، نیروی دریایی سلطنتی بریتانیا را از کشتی‌های زغال‌سوز به نفت‌سوز تبدیل کرده بود. تا سال ۱۹۵۰، ۴۰٪ نفت غرب و ۷۵ درصد نفت اروپا در ایران تولید می‌شد. در مارس ۱۹۵۱، نخست‌وزیر مصدق لایحه ای را برای ملی کردن AIOC به مجلس ایران ارائه و به تصویب رساند. در ۲ مه ۱۹۵۱، این لایحه اجرایی شد و مصدق ملی کردن نفت ایران را آغاز کرد و قصد داشت کشور را با استفاده از سود حاصل از نفت ایران بازسازی کند، که تولید آن عمدتاً توسط APOC متعلق به بریتانیا انجام می‌شد. ملی شدن APOC مصدق و بریتانیا را در تضاد مستقیم قرار داد، زیرا بریتانیا هنوز نیمی از سهام AIOC را در اختیار داشت. ایران به دنبال همان تقسیم سود ۵۰–۵۰ بود که قبلاً توسط غول‌های نفتی ایالات متحده آمریکا به ونزوئلا و پادشاهی عربستان سعودی اعطا شده بود. بریتانیا درخواست ایران را رد کرد و در عوض ترجیح داد سهم شیر از سود حاصل از تولید نفت ایران را حفظ کند. بریتانیا قصد نداشت به مصدق اجازه دهد که APOC را بدون نوعی غرامت ملی کند، اما نتوانست مصالحه قابل قبولی از مصدق بگیرد. هنگامی که این موضوع در ۲۲ ژوئیه ۱۹۵۲ به دیوان بین‌المللی دادگستری مطرح شد، دادگاه حکم داد که قادر به مداخله در مناقشه نیست و بیان کرد: "این چیزی بیش از یک قرارداد امتیازی بین یک دولت و یک شرکت خارجی نیست این حکم به هیچ وجه روابط بین دو دولت را تنظیم نمی‌کند.» این حکم باعث شد که بریتانیا به اولین پیشنهاد مصدق مبنی بر تقسیم سود ۵۰–۵۰ بازنگری کند، اما تا این لحظه دیگر خیلی دیر شده بود. پس از این ضرر، انگلیسی‌ها شروع به استفاده از تاکتیک‌های جایگزین کردند تا مصدق را مجبور به موافقت با مصالحه‌ای مناسب‌تر کنند، تحریم‌های شدید اقتصادی بر صادرات ایران و همچنین خارج کردن نیروهای ماهر مورد نیاز برای اداره پالایشگاه‌های APOC، که به بحران نفتی ایران معروف شد.
این نگرانی در داخل ایالات متحده به وجود آمد که اقدام‌ها انجام شده توسط انگلیسی‌ها باعث شود ایران دریافت کمک به شوروی را آغاز کند. ایالات متحده نگران تعرض شوروی به امور داخلی و سیاسی ایران بود. با وجود این سختی‌ها، مصدق ضد کمونیست حاضر به کناره‌گیری از موضع خود نشد. دولت بریتانیا برای کمک به ایالات متحده متوسل شد، اما دولت ترومن علاقه ای نداشت و در این درگیری بی‌طرف ماند. پس از ماه‌ها مقاومت بر خلاف میل بریتانیا، انگلیسی‌ها به این نتیجه رسیدند که مصدق باید با شخصی جایگزین شود که بیشتر به منافع اقتصادی و نفوذ سیاسی بریتانیا رضایت دهد. رکود اقتصادی ناشی از تحریم‌های اعمال شده علیه ایران توسط بریتانیای کبیر باعث می‌شود که آیزنهاور رئیس‌جمهور تازه منتخب آمریکا نسبت به نفوذ شوروی در منطقه نگران شود، به ویژه اگر ایران شروع به فروش نفت خود به شوروی کند. مصدق در پاسخ به این مشارکت، اولتیماتوم زیر را به آمریکا پیشنهاد کرد: ایران نفت را با نرخ تنزیل ۴۰ درصدی به آمریکا می‌فروشد یا شرکت‌های نفتی ایران شروع به فروش نفت خود به شوروی می‌کنند. آمریکا در قبال انگلیس مصمم ماند و اعلام کرد که تا زمانی که با انگلیس توافق و غرامت در مورد آنها انجام نشود، آنها نمی‌توانند در مورد هیچ موضوعی در مورد نفت گفتگو کنند. طرح Y عملیاتی بود که شامل یک حمله سه قسمتی به ایران از طریق زمین، هوا و دریا بود. بریتانیا در زمان دولت ترومن تلاش کرد از ایالات متحده کمک بگیرد، اما ایالات متحده به دلیل درگیری احتمالی که ممکن بود با اتحاد جماهیر شوروی ایجاد شود، از این امر امتناع کرد. در سال ۱۹۵۲، سرویس اطلاعات مخفی بریتانیا (SIS)، که بیشتر با نام MI6 شناخته می‌شود، طرحی برای کودتا تهیه کرد و ایالات متحده را تحت فشار قرار داد تا عملیات مشترکی را برای برکناری دولت منتخب دموکراتیک نخست‌وزیر محمد مصدق انجام دهد ومحمدرضا پهلوی بر ایران حکومت کند. نمایندگان اطلاعات بریتانیا در نوامبر و دسامبر ۱۹۵۲ با نمایندگان تازه تأسیس سیا در واشینگتن به منظور بحث در مورد جنگ مشترک و طرح‌های عقب‌نشینی در ایران ملاقات کردند. اگرچه در توافقنامه و دستور کار قبلی جلسه نبود، نمایندگان اطلاعات بریتانیا از جمله کریستوفر مونتاگ وودهاوس، ساموئل فال، جان بروس لاکهارت با نمایندگان بخش خاور نزدیک و آفریقا سیا از جمله کرمیت روزولت، جان ملاقات کردند. اچ. لیویت، جان دبلیو. پندلتون، و جیمز ای. دارلینگ پیشنهاد اقدام سیاسی مشترک برای برکناری نخست‌وزیر مصدق را مطرح کردند. محمد مصدق اولین نخست‌وزیر منتخب ایران بود که با تقاضای مردمی توسط مردم ایران منصوب شد. مصدق احساس می‌کرد که ثروتی که برای بازسازی ایران لازم است، کشور را از تحت کنترل یک شرکت انگلیسی به نام شرکت نفت انگلیس و ایران رها می‌کند. مصدق زمانی که در قدرت بود با موفقیت ملی شدن صنعت نفت را در ایران تحمیل کرد که به او کنترل صنعت نفت را داد. در نتیجه شرکت انگلیسی از مصدق در دادگاه جهانی شکایت کرد و ضرر کرد. انگلیسی‌ها برای بازپس گرفتن کنترل صنعت نفت، دولت آمریکا را برای سرنگونی مصدق متقاعد کردند و با آن همکاری کردند. در مارس ۱۹۵۳، سیا شروع به تهیه طرحی برای سرنگونی مصدق کرد.

## کودتای مصدق – عملیات آژاکس
در مارس ۱۹۵۳، تلگرافی که جزئیات مکاتباتی از ایستگاه سیا در تهران را شرح می‌داد، از منافع آمریکا در «حمایت پنهانی از تلاش نظامی ایران برای برکناری مصدق» پرسید. جلسه ای در سفارت آمریکا در ایران برای بررسی تلگرام برگزار شد. پرسنل سفارت در حالی که متعهد نبودند، پاسخی مهربانانه نشان دادند که حاکی از علاقه فزاینده ایالات متحده بود. (دکتر دونالد ویلبر. سیا، تاریخچه خدمت‌های مخفی: سرنگونی مصدق نخست‌وزیر ایران. منتشر شده توسط نیویورک تایمز. در وب سایت آرشیو امنیت ملی قابل دسترسی است. سند۱، بخش۱ «مراحل مقدماتی» ص. ۱) دکتر دونالد ویلبر، نویسنده، جاسوس و مشاور مخفی بخش خاور نزدیک و آفریقا (NEA) سیا که در نهایت به عنوان معمار اصلی عملیات آژاکس شناخته شد، مسئول تحقیق و توسعه طرح سرنگونی مصدق شد. او در ماه مه ۱۹۵۳ به نیکوزیا، یونان سفر کرد و به همراه متیو داربیشایر، رئیس شعبه ایران سرویس اطلاعات مخفی، برنامه اقدام توصیه شده را طراحی کردند. در این مرحله، مخالفت با مصدق به‌طور قابل توجهی در داخل دولت ایالات متحده گسترش یافته بود. پرسنل سفارت آمریکا در ایران دولت مصدق را «کاملاً ویرانگر» و نشان دهنده تمایل‌های «بی پروا» می‌دانستند. والتر بدل اسمیت معاون وزیر امور خارجه اظهار داشت که دولت آمریکا ترجیح می‌دهد مصدق از قدرت کناره‌گیری کند تا ثبات در منطقه دوباره برقرار شود. مخالفت با جبهه ملی، یک جناح اپوزیسیون سیاسی که در ابتدا توسط مصدق در سال ۱۹۴۹ تأسیس شد، باعث تغییر در سیاست‌های تعریف شده در دولت ترومن شد. هم سازمان سیا و هم بخش NEA مجاز به تدوین یک طرح اقدام با هدف سرنگونی رژیم مصدق بودند. وزارت امور خارجه و سیا به برگزاری جلساتی برای بحث در مورد جزئیات برنامه‌هایی که باید ادامه دهند، ادامه دادند. (دکتر دونالد ویلبر. سیا، تاریخچه خدمت‌های مخفی: سرنگونی مصدق نخست‌وزیر ایران. منتشر شده توسط نیویورک تایمز. در وب سایت آرشیو امنیت ملی قابل دسترسی است. سند۱، بخش۱ «مراحل مقدماتی» ص. ۲) در این جلسات همه بازیگران مهم سیاسی ایران به ویژه سرلشکر فضل‌الله زاهدی که برجسته‌ترین سیاستمدار مخالف مصدق بود را بررسی کردند. زاهدی، یکی از اعضای سابق کابینه مصدق، همراه با پایگاه قابل توجهی از حامیان، از جایگاه عمومی غیرقابل انکاری برخوردار بود. ویلبر خاطرنشان کرد که دیدگاه‌های او مشابه دیدگاه داربی‌شایر است و SIS خوشحال است که به سیا اجازه می‌دهد رهبری عملیات را به عهده بگیرد، زیرا از نظر پرسنل، بودجه و امکانات برخوردار است. پس از بحث سیاسی در ایران، طرفین درگیر در مورد دارایی‌های فعلی خود در ایران گفتگو کردند. SIS ذکر کرده‌است که آنها رشیدیان در نیروهای مسلح، نمایندگان مجلس ایران، رهبران مذهبی و افراد دیگری که معتقدند دارای نفوذ هستند، دارند. اگرچه دارایی‌های آنها بی فایده تلقی می‌شد، اما رشیدیان وارد عمل شدند و مایل بودند در سرنگونی کمک کنند. آنها به این نتیجه رسیدند که زاهدی بهترین نامزد برای حمایت در کودتا بود و همه تلاش‌ها باید به جای یک کودتای مطلق، ظاهری یک انتقال قانونی قدرت داشته باشند. زاهدی زمانی یکی از اعضای دولت مصدق بود و از برنامه‌های مصدق اطلاعات پیچیده‌ای داشت. (دکتر دونالد ویلبر. سیا، تاریخچه خدمت‌های مخفی: سرنگونی مصدق نخست‌وزیر ایران. منتشر شده توسط نیویورک تایمز. در وب سایت آرشیو امنیت ملی قابل دسترسی است. سند۱، بخش ۱، «مراحل مقدماتی» ص. ۳) آنها همچنین به این نتیجه رسیدند که قبل از شروع عملیات، افکار عمومی باید مستقیماً علیه مصدق منحرف شود و این طرح باید با ایرانیانی که به اجرای آن کمک می‌کنند در میان گذاشته و بررسی شود. سیا برای تحت تأثیر قرار دادن افکار عمومی، طرحی برای افشای همکاری مصدق با اتحاد جماهیر شوروی و نشان دادن نادرستی میهن‌پرستی او طراحی کرد. در ۱۳ فروردین ۱۳۳۲، بودجه یک میلیون دلاری توسط سیا تصویب شد تا ایستگاه تهران تنها با هدف سرنگونی مصدق از قدرت استفاده کند. (دکتر دونالد ویلبر. سیا، تاریخچه خدمت‌های مخفی: سرنگونی مصدق نخست‌وزیر ایران. منتشر شده توسط نیویورک تایمز. در وب سایت آرشیو امنیت ملی قابل دسترسی است. سند۱، بخش ۱ «مراحل مقدماتی» ص. ۳) تا ژوئن ۱۹۵۳، برنامه‌های عملیاتی نهایی و برای تصویب ارسال شد. طرح عملیاتی در ۱ ژوئیه ۱۹۵۳ توسط بریتانیا (مدیر SIS، وزیر خارجه و نخست‌وزیر) و در ۱۱ ژوئیه ۱۹۵۳ توسط ایالات متحده (مدیر سیا، وزیر امور خارجه و رئیس‌جمهور) تصویب شد. حدود یک هفته بعد، ایستگاه تهران مستقیماً با سرلشکر زاهدی تماس گرفت تا او را از برنامه‌ها مطلع کند. (دکتر دونالد ویلبر. سیا، تاریخچه خدمت‌های مخفی: سرنگونی مصدق نخست‌وزیر ایران. منتشر شده توسط نیویورک تایمز. در وب سایت آرشیو امنیت ملی قابل دسترسی است. سند۱، بخش ۱ «مراحل مقدماتی» ص. ۴)
این مطالعه نشان داد که همکاری سیاسی شاه و ژنرال زاهدی، با حمایت دارایی‌های محلی سیا و حمایت مالی، احتمال قوی سرنگونی مصدق را نشان می‌دهد و تضمین حمایت فیزیکی و مالی سیا را فراهم می‌کند، که توسط سیا به عنوان «سیا توصیف می‌شود. شبه قانونی» با حضور اوباش در خیابان‌ها و نادیده گرفته شدن دستورهای مصدق. تا حدی به دلیل این گزارش، علاوه بر ترس از سرنگونی حکومت کمونیستی و توسعه طلبی در منطقه، سیا تلاش کرد تا از نفوذ حزب کمونیست توده اجتناب کند. همچنین همکاری شاه به معنای قانونی شدن نخست‌وزیر جدید و منتخب بود. با این حال، تحکیم همکاری شاه برای سیا سخت بود، بنابراین آنها شاه را تحت فشار قرار دادند تا از برنامه‌های آمریکا برای سرنگونی مصدق تبعیت کند. هدف این بود که شاه را به این باور برسانند که به جای مبارزه با آن، اجرای طرح آسان‌تر است. سفیر ایالات متحده در ایران، لوی دبلیو هندرسون، عدم تمایل شاه به نام بردن زاهدی به عنوان نخست‌وزیر جانشین را تکرار کرد و راه‌های تاکتیکی را برای متقاعد کردن شاه به همکاری پیشنهاد کرد. (دکتر دونالد ویلبر. سیا، تاریخچه خدمت‌های مخفی: سرنگونی مصدق نخست‌وزیر ایران. منتشر شده توسط نیویورک تایمز. در وب سایت آرشیو امنیت ملی قابل دسترسی است. سند۱، بخش IV «تصمیم‌های گرفته می‌شوند: فعالیت آغاز می‌شود» ص. ۱۸)
در مورد نفوذ کمونیسم شوروی در حزب توده، یادداشتی که سیا از سپتامبر ۱۹۵۳ از طبقه‌بندی خارج شده بود، همکاری بین حزب توده و اتحاد جماهیر شوروی را برجسته کرد. در بند ۶ این یادداشت آمده‌است که «حزب توده اکنون در سفارت شوروی روزنامه چاپ می‌کند. روزنامه‌ها را با ماشین‌های دیپلماتیک به چهار مرکز توزیع می‌برند. از این نقاط، بسته‌هایی را در جیپ‌های بدون مجوز می‌اندازند که بسته‌هایی را در خیابان‌ها پرتاب می‌کنند».
در ۲۵ ژوئن ۱۹۵۳، کرمیت روزولت در وزارت امور خارجه با مقام‌های ارشد سیاست خارجی ملاقات کرد تا در مورد طرح نهایی TPAJAX گفتگو کند. اگرچه رئیس‌جمهور آیزنهاور در آن شرکت نکرد، مقام‌های دیگر از جمله جان فاستر دالس وزیر امور خارجه، آلن دالس DCI و والتر بدل اسمیت معاون وزیر امور خارجه شرکت کردند. پس از جلسه توجیهی روزولت، همه مقام‌های با این طرح موافقت کردند، اما آلن دالس و والتر اسمیت علاقه بیشتری نشان دادند. در ۱۹ تیر ۱۳۳۲ عملیات با مرحله اول آغاز شد: اسدالله رشیدیان با شاهزاده اشرف در ریورای فرانسه ملاقات می‌کرد. با این حال، شاهزاده اشرف ابتدا در پاریس نبود. این ملاقات تا ۱۵ ژوئیه ۱۹۵۳ به تعویق افتاد و گزارش شد که شاهزاده خانم عدم اشتیاق را نشان داد. (دکتر دونالد ویلبر. سیا، تاریخچه خدمت‌های مخفی: سرنگونی مصدق نخست‌وزیر ایران. منتشر شده توسط نیویورک تایمز. در وب سایت آرشیو امنیت ملی قابل دسترسی است. سند۱، بخش پنجم «افزایش فشار علیه شاه» ص. ۲۳) پس از ملاقاتی که او با او گفت که مصدق خطری برای ایران است و باید برکنار شود، او از این ایده قانع نشد. ملاقات با «نمایندگان رسمی» از ایستگاه تهران به طرز عجیبی تغییری کامل در نگرش شاهزاده خانم ایجاد کرد. او در ۲۵ ژوئیه ۱۹۵۳ به تهران بازگشت و همان‌طور که پیش‌بینی کرده بود، «بازگشت غیرمجاز» او «طوفان واقعی» ایجاد کرد. شاه و مصدق به او اجازه بازگشت ندادند و در ناامیدی از وضعیت شریک بودند. (دکتر دونالد ویلبر. سیا، تاریخچه خدمت‌های مخفی: سرنگونی مصدق نخست‌وزیر ایران. منتشر شده توسط نیویورک تایمز. در وب سایت آرشیو امنیت ملی قابل دسترسی است. سند۱، بخش پنجم «افزایش فشار علیه شاه» ص. ۲۳) در نتیجه موافقت کرد که با برادرش برای بحث برکناری مصدق ملاقات کند. او نتوانست برادرش را متقاعد کند و روز بعد رفت. در ۲۶ اوت ۱۹۵۳ یادداشتی برای تقدیر از کاری که جان والر برای TPAJAX انجام داده بود نوشته شد. او از ابتدا تا انتها به برنامه پایبند بود و فرانک او. ویزنر این یادداشت را به امید جلب توجه مثبت به جان والر نوشته بود.
این مجوز توسط نخست‌وزیر و مدیر SIS در ۱ ژوئیه ۱۹۵۳ صادر شد. عملیات آژاکس توسط رئیس‌جمهور، وزیر امور خارجه و مدیر سیا در ۱۱ ژوئیه ۱۹۵۳ مجوز داده شد. در یادداشتی به رئیس‌جمهور در اوت ۱۹۵۳، وزارت امور خارجه به تفصیل رفتارهای ژنرال زاهدی و شاه، هر دو رهبر فعلی ایران در آن زمان، را شرح داد. در رابطه با زاهدی، وزارت امور خارجه گزارش داد که وی از کمک‌های دریافتی ایالات متحده هیجان زده بوده و مشتاق از سرگیری روابط دیپلماتیک با ایالات متحده است. در رابطه با شاه، گزارش شده‌است که او نیز احساس‌های مشابهی با زاهدی‌ها داشته و گفته‌است که در کنار کمک‌های اقتصادی سریع، کمک‌های نظامی نیز مفید خواهد بود. پس از اینکه به این نتیجه رسیدند که آیا آنها شایسته حمایت هستند یا خیر، مقام‌های باید تصمیم بگیرند که منابعی را که قرار است به آنها اختصاص دهند. عملیات آژاکس از سفارت آمریکا در تهران طراحی و اجرا شد. دولت ایالات متحده نیاز به اقدام مخفیانه با سیا را دید. شورای امنیت ملی تصمیم گرفته بود که اقدام مخفیانه ابزار مشروع سیاست ایالات متحده است. سیا به دو گروه مجزا تقسیم شد. یکی مسئولیت مطالعه جنبه نظامی عملیات را داشت. گروه دیگر مسئولیت مراحل جنگ روانی این طرح را بر عهده داشتند. دکتر دونالد ویلبر مسئول تبلیغات شد و از گروه هنری سیا کمک گرفت.
عملیات آژاکس شامل چهار جزء بود. اولین مورد، یک کمپین تبلیغاتی گسترده بود که برای تخریب نام مصدق و متهم کردن او به وابستگی‌های کمونیستی طراحی شد (اگرچه او مشهور دموکرات بود). یکی از پروپاگانداهای سیا مصدق را به عنوان یک دیکتاتور تمامیت‌خواه با یک شبکه جاسوسی مخفی برای ترساندن مخالفان سیاسی و متحدانش به تصویر می‌کشد. این قطعه تبلیغاتی سعی داشت مصدق را به عنوان یک دیوانه، دیکتاتوری با شوروی و هواداران کمونیست و دشمن ملت خود (با پیامدهای فساد و گرفتن پول از مالکان داخلی) نشان دهد. این سند همچنین مصدق را با احساس‌های ضداسلامی مرتبط می‌کند. یکی دیگر از تبلیغات عمده این بود که مقام‌های عالی‌رتبه آمریکا اظهارات رسمی خود را مبنی بر عدم ارائه هیچ گونه کمک اقتصادی آتی به مصدق و ایران ارائه کنند. این همچنین این توهم را از بین می‌برد که ایالات متحده از رژیم او حمایت می‌کند. اسناد دیگری که حاوی احساس‌های ضد مصدق از سوی سیا بود، تلاش می‌کرد او را تهدیدی برای شخصیت حسنه اخلاقی و اعتبار بین‌المللی مردم ایران معرفی کند و «دیکتاتور» و اتحاد او با حزب توده شوروی را به دلیل افزایش «بی‌ادبی» متهم کرد. در حالی که از عشقی که «خارجی‌ها» به ایران و مردم آن داشتند حمایت می‌کردند. اگرچه در این سند آخر اشاره ای به آمریکایی‌ها نشده‌است و بر کشورهای دیگر (یعنی فرانسه، آلمان و انگلیس)، احساس‌های ضد شوروی آمریکا در محکومیت حزب توده شوروی و تشبیه دیکتاتور ایران به بلشویک‌ها حضور داشت.
مولفه دوم تشویق به اغتشاشات در داخل ایران بود. گزارشی که توسط سیا در رابطه با نتایج عملیات آژاکس منتشر شد، حاکی از آن بود که هم ناسیونالیست‌ها و هم کمونیست‌ها «به‌طور ناخواسته از طریق تلاش‌های زودهنگام خود برای ارتقای یک دولت جمهوری‌خواه به آرمان ما کمک کردند». سیا بیشتر تشویق‌های خود را با پرداخت پول به شهروندان برای ایجاد ویرانی انجام داد. کرمیت روزولت جمعیتی از شهروندان ایرانی را استخدام کرد تا به عنوان یک اوباش آشوبگر در تهران عمل کنند. با مبلغ ۵۰۰۰۰ دلار، به جمعیت دستور داده شد تا به مساجد و تصاویر شاه در زیر نمای حمایت از مصدق حمله کنند تا رهبر را به گروه‌های ضداسلامی و کمونیستی مرتبط کنند. با این حال، سپهبد تقی ریاحی، رئیس ستاد ارتش مصدق، در ۲۴ مرداد ۱۳۳۲ از تمام جزئیات این توطئه مطلع شد، با این حال تصمیم گرفت در خانه خود در کنار جبهه ملی‌ها بماند. (دکتر دونالد ویلبر. سیا، تاریخچه خدمت‌های مخفی: سرنگونی مصدق نخست‌وزیر ایران. منتشر شده توسط نیویورک تایمز. در وب سایت آرشیو امنیت ملی قابل دسترسی است. سند۱، بخش ششم «اولین تلاش» ص. ۳۹–۴۰) در ۱۹ اوت ۱۹۵۴، همان اوباش استخدام شده توسط سیا با چاقو، قمه، چوب و سایر سلاح‌ها به خانه مصدق اعزام شدند. گزارش‌ها حاکی از آن است که مصدق در خانه‌اش سنجاق شده بود و تنها راه نجات، بالا رفتن از دیوار باغ بود. همچنین گزارش شده که وی در زمان حمله در خانه بوده و به خانه همسایه پناه برده‌است. بیش از ۳۰۰ نفر در این حمله سازماندهی شده توسط سیا کشته شدند، برخی از آنها با دلارهای سیا هنوز در جیبشان پیدا شدند. این تعداد نیز به چالش کشیده شده‌است، زیرا گزارش بریتانیا در سال ۱۹۵۳ شمارش ۳۰۰ زخمی و ۵۰ کشته را داشت. سایر تبلیغات سیا بر غرور ملی ایران متمرکز بود. مدعی شد که «ما ایرانی‌ها به فرهنگ و شهرت خود در خارج از کشور افتخار می‌کنیم» و سپس مصدق را تهدیدی برای آن منبع غرور معرفی کرد.
سومین مولفه فشار بر شاه برای انتخاب نخست‌وزیر جدید به جای مصدق بود. بازگشت شاه و پایان مصدق توسط دو جناح سیاسی جرقه زده شد. تنش‌های دو طرف سیاسی باعث شد که این نتیجه رقم بخورد. یک یادداشت سیا از کرمیت روزولت نشان می‌دهد که عوامل سیا احتمالاً به اعضای مجلس ایران رشوه داده‌اند تا به رهبری مصدق رای عدم اعتماد ایجاد کنند.
مؤلفه نهایی خواستار حمایت زاهدی به عنوان نخست‌وزیر جایگزین مصدق بود. یادداشتی از سوی سرپرست بخش خاور نزدیک و آفریقا که توسط سیا در سال ۲۰۱۲ منتشر شد، نشان دهنده دخالت اطلاعات آمریکا در «فعالیت‌های ضد توده» مورد حمایت زاهدی است. این سند نشان می‌دهد که زاهدی و ایالات متحده به‌طور فعال اطلاعات طرفدار توده را که در ایران توزیع می‌شد و همچنین وجود شبکه‌های توده را دنبال می‌کردند.
عملیات آژاکس در سال بعد اجرا شد، اگرچه در ابتدا ناموفق بود. در ۱۶ اوت ۱۹۵۳، شاه ایران پس از تلاش نافرجام برای برکناری نخست‌وزیر مصدق به بغداد گریخت. گفته می‌شد که این مأموریت شکست خورده به این دلیل اتفاق افتاد که مصدق از طریق درز اطلاعات، به احتمال زیاد از حزب توده، از این طرح مطلع شد و برای اعتراض به این طرح، فوراً اقدام متقابل انجام داد. یکی از تاثیرگذارترین افراد در این کودتا، کرمیت روزولت، نوه تئودور روزولت، رئیس‌جمهور سابق و رئیس عملیات سیا در خاورمیانه بود. با همکاری وزارت امور خارجه، سیا مقالاتی را در آمریکا کاشته بود، اما زمانی که در ایران تکثیر شد، تأثیرهای روانی در ایران داشت و به جنگ کمک کرد.
علاوه بر تبلیغات داخلی، سیا همچنین تلاش کرد تا اطمینان حاصل کند که دولت ایالات متحده علناً از دولت مصدق فاصله گرفته‌است تا از وجهه خود مبنی بر عدم دخالت در آن محافظت کند. این کار هم برای دلسردی مصدق و هم تشویق به مخالفت عمومی با دولت انجام شد. نامه ای که رئیس‌جمهور آیزنهاور برای مصدق در پاسخ به درخواست وی از آمریکا برای کمک اقتصادی به دلیل عدم موافقت با قرارداد نفتی انگلیس برای مصدق ارسال کرد، بارزترین نمونه از این بود که چگونه این تلاش باعث خشم عمومی از دولت شد. آیزنهاور نوشت: «شکست ایران و بریتانیا در دستیابی به توافق در مورد غرامت، دولت ایالات متحده را در تلاش برای کمک به ایران دچار مشکل کرده‌است». بر اساس گزارش‌های سیا، این امر موجب تضعیف موقعیت مصدق شد و رسانه‌ها، مجلس و مردم را علیه وی برانگیخت. شاه معتقد بود که هرگونه تأخیر در اعدام مصدق باعث می‌شود که حامیان او به عقب حمله کنند. سیا همچنین کمپین تبلیغاتی خود را برای پیوند دادن مصدق به کمونیست‌ها افزایش داد. در تلاش برای کودتای دوم، سیا شروع به رشوه دادن به مقام‌های ارتش و پلیس کرد.
روزولت از اولین کودتای نافرجام و خروج شاه به نفع خود استفاده کرد. او با استفاده از ۵۰۰۰۰ دلار به بسیاری از معترضان رشوه داد تا وانمود کنند که کمونیست هستند. اموال شاه را تخریب و تخریب کردند. بسیاری از ایرانیان از این واقعیت که شاه پس از کودتای نافرجام مجبور به ترک ایران شد، «شوک و خشمگین» شدند. در ۲۸ مرداد ۱۳۳۲ تظاهرکنندگان طرفدار شاه در بازار تهران دست به اعتراض زدند. همچنین واحدهای ارتش وفادار به شاه به آنها ملحق خواهند شد. تا بعد از ظهر این معترضان و واحدهای ارتش کنترل بسیاری از تهران را به دست گرفتند. به ویژه، رادیو تهران از سوی سازمان سیا یکی از اولویت‌های اصلی شهر تلقی می‌شد: «رادیو تهران مهم‌ترین هدف بود، زیرا تصرف آن نه تنها موفقیت پایتخت را رقم زد، بلکه در تطبیق سریع شهرهای استان نیز مؤثر بود. با دولت جدید». تصاحب نهایی رادیو به زاهدی این امکان را داد که خود را نخست‌وزیر معرفی کند و تا پایان ۲۸ مرداد کنترل مؤثری بر کشور داشت. روزنامه‌ها نیز به شدت در انتشار پیام زاهدی نقش داشتند. در تاریخچه داخلی کودتا توسط سیا ذکر شده‌است که فرمان (ویرایش یک حاکم خاور نزدیک) که زاهدی را نخست‌وزیر نامید، در روزنامه‌های متعدد اطراف تهران منتشر شد، همراه با مصاحبه ای جعلی که در آن به دروغ گفته شده بود که زاهدی داشته‌است. حکومت خود را تنها حکومت قانونی اعلام کرد.
سیا برای اینکه زاهدی کمک‌های مالی را که شدیداً به آن نیاز داشت دریافت کند، ظرف دو روز پس از به قدرت رسیدن زاهدی، پنج میلیون دلار در دسترس قرار داد. پس از چندین بار تلاش و صرف بیش از ۷ میلیون دلار، عملیات سرنگونی مصدق به پایان رسید. زاهدی بلافاصله حکومت نظامی را اجرا کرد و شروع به اعدام رهبران ملی‌گرا کرد. مصدق با تحمل سه سال حبس در سلول انفرادی از اعدام در امان ماند. پس از آن تا زمان مرگش در سال ۱۹۶۷ در حصر خانگی ماند. در شهریور پس از کودتا، دولت زاهدی شروع به برکناری مقام‌های حزب توده از دولت کرده بود. این امر حزب را مجبور به مخفی سازی و تلاش برای تشکیل ائتلاف طرفدار مصدق کرد. کودتا در ایران اولین عملیات کودتای موفق سیا بود. چند تن از دست‌اندرکاران کودتا تمجید دریافت کردند. این شامل جان والر، که کودتا را در مقر سیا مدیریت کرد، که به عنوان «در حد کمی» توصیف شد، نقش اصلی را در موفقیت کودتا ایفا کرد. الگویی برای عملیات مخفی سیاسی آینده در خاک خارجی شد. مصدق از قدرت کنار گذاشته شد و سهام نفت ایران بین بریتانیا، فرانسه و ایالات متحده برای یک قرارداد ۲۵ ساله تقسیم شد که ۵۰ درصد از سود نفت ایران را خالص می‌کرد. بریتانیا ۴۰ درصد از سهام نفت را به دست آورد، شرکت نفت هلند، شل ۱۴ درصد، CFP فرانسه ۶ درصد و ایالات متحده ۴۰ درصد باقی مانده را دریافت کرد. در سال ۱۹۵۳، ایالات متحده یک دیکتاتور طرفدار ایالات متحده، شاه محمدرضا پهلوی را بر سر کار آورد. از آنجایی که سیا این را به عنوان یک پیروزی برای سرنگونی نخست‌وزیر تلقی کرد، مشکل‌های بیشتری ایجاد کرد که ایالات متحده بعداً باید با آن دست و پنجه نرم کند. در طول دهه‌های بعد، شاه قدرت اقتصادی ایران را افزایش داد، اما مخالفت‌های سیاسی را نیز سرکوب کرد. او این کار را با استفاده از یک نیروی پلیس مخفی موسوم به ساواک که از طریق سیا و موساد در ایجاد آن کمک داشت، انجام داد. با وجود اینکه بیش از ۹۰ درصد جمعیت کشور مسلمان بودند، بسیاری شاه را متهم می‌کردند که می‌خواهد از شر اسلام خلاص شود. این امر در نهایت منجر به ظهور اسلام سیاسی در ایران شد. مادلین آلبرایت، وزیر امور خارجه، در سخنرانی در ۱۷ مارس ۲۰۰۰ در شورای ایرانیان آمریکایی در مورد کاهش تحریم‌های آمریکا علیه ایران گفت: «در سال ۱۹۵۳، ایالات متحده نقش مهمی در سازماندهی سرنگونی نخست‌وزیر محبوب ایران ایفا کرد. محمد مصدق. مدارک دیگری مبنی بر دخالت ایالات متحده در ۱۹ مارس ۲۰۱۳، در شصتمین سالگرد سرنگونی، زمانی که سرویس امنیت ملی اسنادی را که اخیراً از طبقه‌بندی خارج شده بود، منتشر کرد که سیا در مورد کودتا در اختیار داشت. اگرچه پیش از این، سیا ادعا می‌کرد که تمام اسناد مربوط به سال ۱۹۵۳ در دهه ۱۹۶۰ به دلیل کمبود فضای ذخیره‌سازی از بین رفته یا گم شده‌است، گفته می‌شد که گاوصندوق‌های رکوردداران بیش از حد پر بودند. از آنجایی که سرویس امنیت ملی اسنادی را که از طبقه‌بندی محرمانه خارج شده بود منتشر کرد، هنوز هم سخت بود که متوجه شویم بریتانیا تا چه اندازه در کودتا نقش داشته‌است. در حالی که بسیاری از اسناد، قسمت‌هایی را حذف کرده بودند که نقش انگلیسی‌ها را پنهان می‌کرد، برخی از آنها بودند که نمی‌توانستند پنهان شوند. دو مرجع از طبقه‌بندی خارج شده آنها را درگیر کودتا می‌کند. یکی از آنها اعتراف رسمی ایالات متحده و بریتانیا بود که روش‌های عادی و منطقی ارتباطات و تجارت بین‌المللی شکست خورده‌است. دومین تمایل بریتانیا به دخالت این بود که وزارت امور خارجه اصرار داشت که اگر کودتا پیش می‌رود، لندن باید «تعهد محکم» برای «انعطاف‌پذیری» در مورد هرگونه توافق نفتی آینده با «دولت جدید» ارائه کند. همان‌طور که اکنون می‌دانیم، دخالت سیا در سرنگونی نخست‌وزیر و جایگزینی او با شاه در میان بسیاری از افراد در مورد اینکه واقعاً چه کسی مسئول بوده‌است، سؤال برانگیز است. در مقاله‌ای در شماره ژوئیه/آگوست ۲۰۱۴ نشریه فارین افرز توسط ری تکیه، تحلیلگر برجسته ایران، آخرین مورد از یک سری تحلیل‌های محققین محترم است که به این نتیجه می‌رسند که ایرانی‌ها، نه سیا یا اطلاعات بریتانیا، اساساً مسئول بوده‌اند. از لینک‌های زیر است از دفتر خاطرات رئیس‌جمهور آیزنهاور که در آن او در مورد کودتا مصدق گفتگو در ۱۱. صفحات ۱۰ و 
این طرح عملیاتی بر اساس یک انحراف از فرضیه‌ها ایجاد شد که مورد توافق سیا و SIS بود. چند مورد از این فرضیه‌ها عبارت بودند از: ۱) اینکه شاه متقاعد می‌شود که اقدامی انجام دهد تحت فشار قرار می‌گیرد، ۲) زاهدی حمایت افسران پست‌های کلیدی را با حمایت و حمایت شاه جلب می‌کند، و ۳) درجه و رتبه پرونده ارتش اگر با انتخابی مواجه می‌شد، شاه را به جای مصدق انتخاب می‌کرد. این فرضیه‌ها توسط سفیر آمریکا و وزارت امور خارجه به چالش کشیده شد. غیرواقعی بود که باور کنیم شاه از کودتای حمایت شده توسط ارتش حمایت خواهد کرد. اگرچه بسیاری با این فرضیه‌ها مخالف بودند، اما این اقدام قوی و مثبت بود که این فرضیه‌ها را محقق می‌کرد. موفقیت طرحی که به اجرا گذاشته شد، به خاطر اجرای دستورات توسط مأموران نبود، بلکه داشتن «قلب و روح» برای باور عملیات بود. پس از موفقیت کودتا، شاه تصمیم گرفت مصدق نخست‌وزیر سابق را محاکمه و به اعدام محکوم کند. با این حال، او در مورد چگونگی ادامه محاکمه و اینکه آیا مصدق باید فوراً از ایران تبعید شود یا اعدام شود، مطمئن نبود. با پایان یافتن محاکمه، شاه می‌خواست از تأخیر در مجازات مصدق جلوگیری کند، زیرا می‌ترسید که این امر به حزب توده طرفدار مصدق اجازه شروع یک ضد حمله را بدهد. به همین دلیل شاه تصمیم گرفت مصدق را فوراً اعدام کند. اما این امر مانع از تدارک حمله توسط حزب توده نشد. سیا به شاه گزارش داد که حزب توده ظرف سی روز آینده حمله خواهد کرد.
علاوه بر نگرانی شاه در مورد حمایت‌های قوی از مصدق، تحکیم سیاسی دولت جدید زاهدی متزلزل بود. بر اساس یادداشت کرمیت روزولت، زاهدی در تصمیم‌گیری در مورد تشکیل یا عدم تشکیل جلسه رسمی مجلس با حسین مکی اختلاف نظر شدیدی داشته‌است. زاهدی حتی مکی را تهدید کرد که در صورت ترغیب نماینده مجلس به حضور در جلسه سنا، به او شلیک خواهد کرد.
اگرچه آمریکا و انگلیس نقش عمده‌ای در سرنگونی مصدق داشتند، اما تحلیل‌های متعاقب زیادی توسط محققان محترم انجام شد که به این نتیجه رسیدند که ایرانی‌ها اساساً مسئول بودند.

### قدردانی ایالات متحده
اگرچه عموم مردم مدتی از دخالت ایالات متحده در کودتا که منجر به کناره‌گیری مصدق شد، اطلاع داشتند، اما ایالات متحده سرانجام حدود ۶۰ سال بعد در سال ۲۰۱۳ به‌طور علنی به آن اذعان کرد. متقاعد کردن سیا برای از حالت طبقه‌بندی اسنادی که کودتا را تأیید می‌کند و دخالت آن را از حالت طبقه‌بندی خارج می‌کند، تلاش زیادی را طلب کرد. به عنوان مثال، آرشیو NSA مجبور شد در سال ۱۹۹۹ علیه سیا شکایت کند تا اسناد را از حالت طبقه‌بندی خارج کند. در ابتدا، سیا تنها مایل به انتشار یک جمله از بیش از ۲۰۰ صفحه اسناد پس از شکایت بود. در ابتدا، سیا به بهانه تلاش برای حفظ امنیت ملی بود، اما پس از سال ۱۹۹۱ و فروپاشی اتحاد جماهیر شوروی، موضع آنها تغییر کرد. سیا برای از بین بردن طبقه‌بندی اسناد بازتر شد، اما با وجود این که آرشیو NSA استدلال می‌کرد که سیا برای انتشار اسناد مذکور تهدیدی حداقلی یا بدون خطر برای امنیت ملی خواهد بود، باز هم‌زمان قابل توجهی برای انجام این کار صرف کرد. اعتراف ایالات متحده به صورت جمع‌آوری اطلاعات از چندین گزارش از طبقه‌بندی خارج شده بود که هم در طول برنامه‌ریزی و هم در اجرای کودتا استفاده شده بود. این گزارش که اندکی پس از وقوع کودتا نوشته شده‌است، به عنوان کامل‌ترین و کامل‌ترین گزارش در مورد عملیات آژاکس در نظر گرفته می‌شود. 

دکتر ویلبر استدلالی را که ایالات متحده برای مداخله در ایران به کار برد، بیان می‌کند:
«ایران از دستیابی به توافق نفتی با کشورهای علاقه‌مند غربی ناتوان بود؛ در حال رسیدن به مرحله خطرناک و پیشرفته ای از تأمین مالی غیرقانونی و کسری بود. . . با توجه به این عوامل، تخمین زده شد که ایران در خطر واقعی سقوط از پرده آهنین قرار دارد. اگر چنین اتفاقی بیفتد، به معنای پیروزی شوروی در جنگ سرد و یک شکست بزرگ برای غرب در خاورمیانه خواهد بود. هیچ اقدام اصلاحی به جز برنامه اقدام پنهانی که در زیر آمده‌است برای بهبود وضعیت موجود یافت نشد.»
دونالد ویلبر، تا به امروز، چگونگی طرح و اجرای طرح سرنگونی مصدق را تشریح کرد.
- مارس ۱۹۵۳: سیا شروع به تهیه پیش نویس طرحی کرد که از طریق اقدام‌های مخفیانه می‌توانست برای سرنگونی مصدق استفاده شود.
- ۲۶ فروردین ۱۳۳۲: «عوامل دخیل در سرنگونی مصدق» تکمیل شد.
- آوریل ۱۹۵۳: تصمیم گرفته شد که «سیا باید عملیات پیش‌بینی شده را به‌طور مشترک با سرویس اطلاعات مخفی بریتانیا انجام دهد.»[۵۸]
- ۳ ژوئن ۱۹۵۳: لوی وسلی هندرسون سفیر ایالات متحده وارد ایالات متحده شد و در مورد «قصد سیا برای طراحی ابزارهای مخفی برای دستیابی به هدف و اهداف» مورد مشورت قرار گرفت.
- ۱۰ ژوئن ۱۹۵۳: طرح تکمیل شد.
- ۱۴ ژوئن ۱۹۵۳: کرمیت روزولت، راجر گویران و دو افسر برنامه‌ریزی سیا تغییرهای جزئی در طرح ایجاد کردند و آن را به SIS در لندن ارائه کردند.
- ۱۹ ژوئن ۱۹۵۳: طرح عملیاتی نهایی به آلن دالس، مدیر سیا ارائه شد.
- اواسط ژوئیه 1953: TPAJAX توسط رئیس‌جمهور ایالات متحده تأیید شد.
- ۱۶ اوت ۱۹۵۳: اولین تلاش برای بیرون کشیدن TPAJAX پس از شکست سربازان طرفدار شاه توسط نیروهای مسلح برتر که هنوز به مصدق وفادار بودند، شکست خورد.
- ۱۹ اوت ۱۹۵۳: دومین تظاهرات طرفدار شاه برگزار شد که در نهایت به مخفی شدن مصدق ختم شد و زاهدی اعلام کرد که دولت از اوست.

## شناسایی اتحاد جماهیر شوروی
در خلال جنگ سرد در دهه‌های ۱۹۶۰ و ۱۹۷۰، سیا از اتحاد خود با دولت ایران برای به دست آوردن مزیت نسبت به همتایان شوروی خود با فرودگاه‌ها، حریم هوایی و دارایی‌های نیروی هوایی ایران برای مأموریت‌های تهاجمی و شناسایی هوایی در امتداد لبه ایران استفاده کرد. سرزمین‌های شوروی و کشورهای پیمان ورشو در پروژه ژن تیره. مزیتی که نسبت به همتایان شوروی به دست آوردند برای پروازهای تقریباً روزانه که در نزدیکی مرزهای اتحاد جماهیر شوروی و کشورهای پیمان ورشو انجام می‌شد، بسیار مهم بود. در زیر نقشه ای از اتحاد جماهیر شوروی وجود دارد که با رنگ سبز مشخص شده‌است. شما می‌توانید کشورهای خاورمیانه را ببینید که با کشورهای جنوب دور شوروی هم‌مرز هستند، که به ما کمک می‌کند تا انگیزه‌های وسواس ایالات متحده و جامعه اطلاعاتی آمریکا بر کشورهایی مانند ایران را شناسایی کنیم. با اجازه دادن به نیروهای نظامی و جاسوسی آمریکا برای حضور در شمال ایران، احتمال انجام ماموریت‌های انتحاری کمتر و فضای هوایی دوستانه تر را تضمین می‌کند. این کمک کرد تا تعداد خلبانان و پرسنل کشته شده در عملیات به حداقل برسد. در طول دهه ۱۹۷۰، ایران رابطه خوبی با ایالات متحده داشت که به ایالات متحده اجازه داد تا فناوری رادار برد بلند را نصب کند و پست‌های شنود ایجاد کند تا ایالات متحده بتواند بر فعالیت‌ها در اتحاد جماهیر شوروی نظارت کند.
اطلاعات KGB اتحاد جماهیر شوروی به بخش بین‌المللی CC CPSU، ۱۰ اکتبر ۱۹۷۹. «رهبری ایران دربارهٔ امنیت خارجی کشور» «براساس اطلاعات KGB، در مرداد ماه سال جاری در تهران جلسه محرمانه ای با حضور نمایندگان نخست‌وزیر، وزارتخانه‌های امور خارجه و کشور، اطلاعات و عملیات برگزار شد. ادارات ستاد کل، ژاندارم و شهربانی ستاد کل و ستاد «سپاه مدافعان انقلاب» با هدف بررسی مسائلی که امنیت ایران را در بر می‌گیرد. متذکر شد که اتحاد جماهیر شوروی و آمریکا که در این منطقه منافع خاص خود را دارند، نگران پیروزی انقلاب اسلامی در ایران هستند. ~ احتمال می‌رود که آمریکا به تهدید مستقیم نظامی و تحقق محاصره متوسل شود. اما در صورتی که ایران گام‌های تند و تیز که به ضرر آمریکا باشد و مانع نفوذ شوروی شود، برنمی‌دارد، موقعیت آمریکا را راحت می‌کند. شرکت کنندگان در جلسه با ارزیابی سیاست اتحاد جماهیر شوروی در رابطه با رژیم ایران به این نتیجه رسیدند که تا آنجا که تقویت جمهوری اسلامی منجر به تضعیف موقعیت رژیم در افغانستان می‌شود، تأثیر خاصی بر مسلمانان داشته باشد. جمهوری‌های اتحاد جماهیر شوروی و "ترمزی در مسیر نفوذ کمونیسم در منطقه" خواهد بود، اتحاد جماهیر شوروی "از مبارزه ایدئولوژیک و تلاش برای به قدرت رساندن یک دولت چپ در ایران رویگردان نخواهد شد." تأکید شد که اتحاد جماهیر شوروی با هدف تضعیف رژیم اسلامی ممکن است فعالیت‌های "تحریک آمیز" را در میان کردها، آذری‌ها، ترکمن‌ها، بلوچ‌های ایران سازماندهی کند، از نیروهای چپ حمایت کند، مشکل‌های اقتصادی ایجاد کند، به تهدید نظامی بر اساس توافق‌نامه متوسل شود. ۱۹۲۱. خاطرنشان شد که افغانستان در هیچ شرایطی برای اقدام نظامی علیه ایران نیست. با این حال، درگیری‌های مرزی مستثنی نیست. علاوه بر این، افغانستان به کمک‌های اقتصادی ایران نیاز دارد که ممکن است موقعیت این کشور را نرم کند. موقعیت عراق، ترکیه، پاکستان و عربستان سعودی نیز مورد بررسی قرار گرفت. " بر اساس یادداشت‌های تحقیق‌هایی گرفته شده در مرکز حفظ اسناد معاصر (مسکو)، فوند ۵، اپیس ۷۶، فایل ۱۳۵۵، صفحات ۱۷–۲۰.

## تبلیغاتسیا
سیا در تلاش برای تضعیف مصدق و زمینه‌سازی برای کودتا، از تبلیغات برای تضعیف شخصیت مصدق استفاده کرد. در یادداشتی بدون تاریخ، یکی از نویسندگان سیا به عنوان یک شهروند ایرانی که از سیاست‌های مصدق احساس سرخوردگی می‌کرد، ظاهر شد. نویسنده توضیح می‌دهد که غرب مردم ایران را دوست و صلح طلب می‌دانست. با این حال، نویسنده توضیح می‌دهد که از زمان اتحاد مصدق با حزب کمونیست توده، مردم ایران سر و صدا و بی‌تحمل بیگانگان شده‌اند و تا آنجا پیش می‌روند که «سر همسر سفیر آرژانتین اسید پاشیده‌اند». این قطعه تقصیر را به گردن مصدق انداخت و مدعی شد که او مردم ایران را فاسد کرده‌است. نویسنده در سرتاسر سند از زبان قوی استفاده کرده و مصدق را «دیکتاتور» خوانده و از ایرانیان خواسته‌است که «بلشویک‌ها عمل نکنند».
نویسنده در یادداشت دوم، بار دیگر به شخصیت مصدق حمله کرد و مدعی شد که ادعای «ناجی ایران» بودن او با عملکرد او مغایرت دارد. نویسنده مدعی شد که مصدق از پول‌های دریافتی از زمین داران برای تضعیف کسانی که در گذشته به او کمک کرده‌اند استفاده کرده‌است. در این یادداشت مدعی شد که مصدق نمی‌خواهد ایران را نجات دهد، بلکه می‌خواهد «دیکتاتوری» ایران را با اتحادش با حزب کمونیست توده نجات دهد.
تبلیغات منتشر شده توسط سیا نشان داد که این سازمان می‌خواهد افکار عمومی را در مورد مصدق تغییر دهد تا نصب زاهدی در بین مردم ایران محبوبیت بیشتری پیدا کند. سیا با ایجاد تبلیغاتی که به نظر می‌رسید برای شهروندان ایرانی و توسط آنها باشد، شانس بیشتری برای تأثیرگذاری بر نظرات شهروندان واقعی ایرانی داشت. تبلیغات همچنین تصویری منفی از شوروی ترسیم کرد و مصدق را به بلشویک‌ها گره زد.
در پاسخ به حمله‌های تروریستی ۱۱ سپتامبر ۲۰۰۱؛ ایالات متحده احساس می‌کرد که یک سوء تفاهم اساسی از سیاست‌های خود در خاورمیانه وجود دارد. دولت بوش احساس می‌کرد که پایان جنگ سرد منجر به کاهش دیپلماسی عمومی شد و در نتیجه باعث احیای تلاش‌های تبلیغاتی در خاورمیانه توسط ایالات متحده از طریق یک کمپین قاطعانه تر برای خود تبلیغی شد.

## شناسایی چپگرایان
در سال ۱۹۸۳، سیا فهرست گسترده‌ای از کمونیست‌های ایرانی و سایر چپ‌هایی که مخفیانه در دولت ایران کار می‌کردند را به دولت خمینی تحویل داد. گزارش کمیسیون برج بعداً مشاهده کرد که از این فهرست برای انجام «اقدام‌های از جمله اعدام‌های دسته جمعی» استفاده شده‌است.

## ماجرای ایران کنترا
از آگوست ۱۹۸۴، گروه کوچکی در دولت ایالات متحده که عمدتاً از سرهنگ دوم تشکیل شده بود. الیور نورث، کاسپار واینبرگر وزیر دفاع و جان پویندکستر مشاور امنیت ملی در ماجرای ایران-کنترا ، در دور زدن بولند، در جنگ طولانی ایران علیه عراق صدام حسین، ترتیبی دادند که به‌طور غیرمستقیم تسلیحات به ایران منتقل شود. اصلاحات. هدف از این اصلاحات، جلوگیری از هزینه بودجه ایالات متحده برای حمایت از کنتراهای نیکاراگوئه بود. از آنجایی که قرارداد اسلحه برای گروگان‌ها که توسط دولت ریگان منعقد شد، پول را به کنتراها در جنگ داخلی آنها علیه حکومت ساندینیستا در نیکاراگوئه هدایت کرد، تفسیر قانونی در آن زمان حکم می‌کرد که سیا به عنوان یک سازمان، نمی‌تواند در ایران مشارکت کند.
این روابط، اولاً برای جلوگیری از محدودیت متمم بولاند، بلکه برای امنیت عملیاتی، مستقیماً تسلیحات ایالات متحده را به ایران نداده یا نمی‌فروشند. در عوض، دولت ریگان به اسرائیل اجازه داد تا با استفاده از دلال قراردادی اسلحه ایران، منوچر قربانی فر، به ایران مهمات بفروشد. درآمد حاصل از فروش، منهای ۴۱ درصدی که قربانی فر دریافت کرده بود و در اصل با قیمتی که برای ایران قابل قبول نبود، مستقیماً به شرکت کنترا می‌رفت. این درآمدها به عنوان منابع مالی ایالات متحده تعبیر نشد. دولت اسرائیل را که غیرقانونی نبود، با مهماتی که جایگزین مهماتی شد که به ایران منتقل شده بود، تهیه کرد.
در حالی که ویلیام کیسی، مدیر اطلاعات مرکزی آمریکا (DCI) عمیقاً درگیر ایران-کنترا بود، کیسی، افسر عملیات مخفی دفتر خدمت‌های استراتژیک جنگ جهانی دوم (OSS)، عملیات ایران را با افراد خارج از سازمان سیا ، مانند کاخ سفید اداره می‌کرد. مقام‌های شورای امنیت ملی مانند جان پویندکستر و الیور نورث و همچنین پرسنل عملیات ویژه بازنشسته مانند جان کی سینگلاوب و ریچارد سکورد.
این رسوایی در نهایت با ناکامی ایالات متحده در پنهان کردن تحویل تسلیحات خود به ایرانی‌ها تشدید شد. هدف اصلی مأموریت مخفی نورث تحویل ۸۰۰ موشک قدیمی بر روی یک EL Al 747 به لیسبون بود و سپس آنها را به یک هواپیمای نیکاراگوئه ای که توسط سرلشکر نیروی هوایی ایالات متحده، ریچارد سکورد محافظت می‌شد، منتقل کرد. نقش سکورد در این مأموریت این بود که موشک‌ها را به تهران بفرستد. مقام‌های سیا، به ویژه دان کلاریدگه، شبانه‌روزی برای اطمینان از روشی بهتر برای تحویل کار تلاش کردند. در اواخر نوامبر ۱۹۸۵، یک دستگاه سیا ۷۰۷ از فرانکفورت برای تحویل هجده موشک هاوک به ایرانی‌ها در روز دوشنبه ۲۵ نوامبر تأمین شد. این طرح مستلزم اثبات حمایت رئیس‌جمهور بود، که با توجه به زمان وقوع رویدادها، نیاز به امضای عطف به ماسبق داشت که «ارائه کمک آژانس اطلاعات مرکزی به احزاب خصوصی در تلاش آنها برای آزادی آمریکایی‌هایی که در گروگان گرفته شده بودند.» خاورمیانه." این سند در ۵ دسامبر ۱۹۸۵ توسط ریگان امضا شد.
دیوان بین‌المللی دادگستری در سال ۱۹۸۶ در پرونده نیکاراگوئه علیه ایالات متحده به دلیل نقض قوانین بین‌المللی مجرم شناخته شد. ایالات متحده هنوز از مشارکت یا پرداخت غرامت‌هایی که دادگاه دستور داده بود خودداری کرد. کریستین میکستر، وکیلی از کارکنان مشاور مستقل، گزارش داد که رئیس‌جمهور ریگان از هر معامله تسلیحاتی به ایران مطلع شده‌است. با این حال، پیگرد قانونی ریگان دشوار خواهد بود زیرا قانون امنیت ملی ۱۹۴۷ می‌تواند قانون کنترل صادرات تسلیحات را لغو کند. ریگان احساس می‌کرد که می‌تواند به سؤالات مربوط به اقدام‌های غیرقانونی پاسخ دهد، اما نه در مورد اینکه او فرصت آزادی گروگان‌ها را از دست داده‌است.

## ایران سلاح برای گروگان‌ها
در سال ۱۹۸۶، وزیر امور خارجه جورج شولتز و دستیار اجرایی او، ام. چارلز هیل، شروع به آماده شدن برای ملاقات با رئیس‌جمهور در مورد ایده‌هایی برای بازگرداندن نیروها به خانه کردند. بعداً از طریق یادداشت‌های هیل فاش شد که رئیس‌جمهور ریگان تمایل خود را برای زیر پا گذاشتن قانون نشان داد تا نیروهای آمریکایی که در خاورمیانه گروگان گرفته شده بودند به ایالات متحده بازگردند. یادداشت‌های هیل همچنین دیدگاه تیره و تار او و شولتز در مورد وضعیت را شرح می‌دهد و خاطرنشان می‌کند: «ما به سیاست خاورمیانه خودمان حمله کرده‌ایم. به نظر می‌رسد که ما قوانین خود را نقض کرده‌ایم. فضایی شبیه واترگیت در اطراف وجود دارد." وزیر شولتز به نقل از پرزیدنت ریگان گفت: "آنها اگر بخواهند می‌توانند من را استیضاح کنند."

## تحلیل هوش
در گزارش فوریه ۲۰۰۵ توسط پورتر گاس، مدیر وقت سیا، به کمیته اطلاعات سنا، جمهوری اسلامی ایران، یا بیشتر با نام کوتاه آن ایران شناخته می‌شود، به عنوان یک منطقه مشکل ساز توصیف شده‌است. در اوایل فوریه، سخنگوی شورای عالی امنیت ملی ایران علناً اعلام کرد که ایران هرگز برنامه هسته‌ای خود را لغو نخواهد کرد. این در بحبوحه مذاکرات با اعضای اتحادیه اروپا ۳ (بریتانیا، آلمان و فرانسه) صورت گرفت که به دنبال تضمین‌های عینی از سوی تهران مبنی بر عدم استفاده از فناوری هسته ای برای سلاح‌های هسته ای بود. با توجه به بی‌ثباتی سیاسی و شرایط متزلزل اقتصادی که از زمان مداخله ایالات متحده و بریتانیا در سال ۱۹۵۳ بر این کشور حاکم شده‌است، تعجب‌آور نیست. اقتصاد ایران تقریباً به‌طور کامل به صادرات نفت خارجی وابسته است و دولت آن مملو از فساد است.
اظهارات قبلی مقام‌های ایرانی، از جمله رهبر ایران و وزیر امور خارجه ایران، حاکی از آن بود که ایران از توانایی خود برای غنی سازی اورانیوم دست نخواهد کشید. مطمئناً آنها می‌توانند از آن برای تولید سوخت راکتورهای برق استفاده کنند. ما بیشتر نگران ماهیت استفاده دوگانه فناوری هستیم که می‌تواند برای دستیابی به سلاح هسته ای نیز مورد استفاده قرار گیرد.
به موازات آن، ایران به تعقیب موشک‌های بالستیک دوربرد، مانند نسخه بهبود یافته ۱۳۰۰ خود ادامه می‌دهد. موشک بالستیک میان برد شهاب-3 (MRBM) کیلومتر برد تا به صدها موشک کوتاه برد اسکاد که در حال حاضر در اختیار دارد بیفزاید.
حتی از ۱۱ سپتامبر، تهران به حمایت از گروه‌های تروریستی در منطقه مانند حزب‌الله ادامه می‌دهد و می‌تواند حمله‌های بیشتر در اسرائیل و سرزمین‌های فلسطینی را تشویق کند تا پیشرفت به سوی صلح را از مسیر خارج کند. بنا بر گزارش‌ها، ایران از برخی فعالیت‌های ضد ائتلاف در عراق حمایت می‌کند و به دنبال تأثیرگذاری بر شخصیت آینده کشور عراق است. ایران به حفظ مخفیانه اعضای مهم القاعده - شورای مدیریت ادامه می‌دهد - که باعث عدم اطمینان بیشتر در مورد تعهد ایران برای محاکمه آنها می‌شود.
محافظه کاران احتمالاً قدرت خود را در انتخابات ریاست جمهوری ایران در ژوئن ۲۰۰۵ تحکیم خواهند کرد و جنبش اصلاحات را در سال گذشته به حاشیه راند.

## ادعای حمایت از گروه‌های تروریستی
طی سال‌های ۲۰۰۷ تا ۲۰۰۸، ادعاهایی مبنی بر حمایت سیا از گروه تروریستی سنی جندالله وجود داشت، اما این ادعاها با تحقیق‌های بعدی که نشان می‌داد سیا «حتی اتفاقی‌ترین تماس با جندالله را ممنوع کرده بود، رد شد». این شایعات از عملیات " پرچم دروغین " اسراییل موساد سرچشمه گرفته‌است. مأموران موساد که خود را افسران سیا نشان می‌دادند با اعضای جندالله در شهرهایی مانند لندن برای انجام حمله‌های علیه ایران ملاقات کردند و آنها را به خدمت گرفتند. پرزیدنت جورج دبلیو بوش زمانی که از اقدام‌های اسرائیل مطلع شد «کاملاً بالستیک شد» اما این وضعیت حل نشد تا زمانی که دولت باراک اوباما «به شدت برنامه‌های اطلاعاتی مشترک آمریکا و اسرائیل را برای هدف قرار دادن ایران کاهش داد» و در نهایت جندالله را به عنوان یک سازمان تروریستی معرفی کرد. در نوامبر 2010. [[بمب‌گذاری‌های ۱۳۸۵ زاهدان|اگرچه سیا پس از بمب‌گذاری‌های سال ۲۰۰۷ زاهدان]]، تمام روابط خود را با جندالله قطع کرد ، دفتر تحقیق‌های فدرال (اف‌بی‌آی) و وزارت دفاع ایالات متحده به جمع‌آوری اطلاعات دربارهٔ جندالله از طریق دارایی‌هایی که توسط «افسر گروه ویژه مبارزه با تروریسم اف‌بی‌آی» توماس مک‌هیل تولید شده بود، ادامه دادند. سیا در سال ۲۰۰۸ مجوز سفر مک هیل را برای ملاقات با مخبران خود در افغانستان صادر کرد. به گزارش نیویورک تایمز: «مقام‌های فعلی و سابق می‌گویند که دولت آمریکا هرگز هیچ عملیات جندالله را هدایت یا تأیید نکرده‌است. و آنها می‌گویند هرگز یک مورد که ایالات متحده زمان و هدف از یک حمله تروریستی گفته شد هنوز هیچ اقدامی برای جلوگیری از آن وجود دارد. "

## عملیات مرلین
عملیات مرلین یک عملیات مخفیانه ایالات متحده به دستور دولت کلینتون بود تا به ایران طرحی نادرست برای بخشی از یک سلاح هسته‌ای ارائه کند که ظاهراً تلاش می‌کرد تا از برنامه تسلیحات هسته‌ای ایران، اطلاعات بیشتری کسب نماید یا جمهوری اسلامی را در رابطه با دستیابی به جنگ افزار هسته ای فریب دهد. عملیات مرلین ممکن است به جمهوری اسلامی در توسعه سلاح‌های کشتار جمعی کمک کرده باشد تا درگیری‌های نظامی آینده را با رژیم جمهوری اسلامی به گونه ای توجیه کند. به عبارت دیگر، هدف عملیات ارایه طرح خرابکاری شده برای «دستگاه شلیک» و به دامان ایرانی‌ها ریختن عواقب استفاده از جنگ افزار هسته ای بود، زیرا سیا به هر دلیلی می‌خواست تضمین کند که ایران در سال‌های آینده سلاح‌های هسته‌ای نخواهد داشت.
در «وضعیت جنگ»، نویسنده و خبرنگار اطلاعاتی نیویورک تایمز، جیمز رایزن، نقل می‌کند که سیا یک دانشمند هسته‌ای روس تبار را که مشاور هسته ای جمهوری اسلامی بود انتخاب کرد تا در فوریه ۲۰۰۰ طرح‌های یک کلاهک هسته‌ای ناقص را به مقامات ایران ارائه کند. رایزن در کتاب خود نوشت که پرزیدنت کلینتون عملیات مرلین را تأیید کرده بود و دولت بوش بعداً این طرح را دنبال کرد. رایزن بعداً از شهادت در مورد اطلاعات لو رفته در مورد عملیات مرلین خودداری کرد. از انتشار جزئیات عملیات مرلین توسط نیویورک تایمز در سال ۲۰۰۳ با دخالت کاندولیزا رایس مشاور امنیت ملی و هاول رینز، سردبیر نیویورک تایمز، جلوگیری شد.
عملیات مرلین طبق برنامه پیش نرفت. به گفته رایزن، پیام رسان روس سیا در جریان جلسه توجیهی برای عملیات در سانفرانسیسکو متوجه اشکالاتی در شماتیک بلوک ولتاژ بالا TBA 480 شد. پس از تشخیص اشتباه‌ها، پیام رسان روس از مأموران نزدیک به عملیات در مورد اشکالات گفته شده سؤال کرد و پرسش او نادیده گرفته شد. برخی از اعضای سیا از مشاهدات مشاور روس‌تبار ناآرام بودند، اما عملیات مرلین با این وجود ادامه یافت. مدت کوتاهی قبل از پرواز مشاور روس به وین برای تحویل طرح به نماینده جمهوری اسلامی، به او یک پاکت مهر و موم شده تحویل داده شد که حاوی طرح‌های اولیه دستکاری شده «ست شلیک» بود و به او دستور داده شد که پاکت را باز نکند. با این حال، او یکبار در وین، تصمیم گرفت از دستورات سرپیچی کند و پاکت را باز کرد و نامه‌ای درون آن قرار داد که مهندسان ایرانی را از اشتباه‌های نقشه‌ها مطلع می‌کرد. او پاکت را به شماره ۱۹ هاین‌شتراسه در شمال وین برد و با عجله آن را از درگاه پستی در دفتر ایران در وین عبور داد. پس از تکمیل تحویل، مامور روس به ایالات متحده بازگشت. در روزهای بعد، اعضای سیا توانستند استنباط کنند که نقشه‌ها به ایران منتقل شده است. این کتاب ادعا می‌کند که عملیات فریب به جای فلج کردن برنامه هسته‌ای ایران، ممکن است با ارائه اطلاعات مفید هرچند اندک آن را تسریع کرده باشد. چون پس از شناسایی نقص‌ها، می‌توان نقشه را با منابع دیگر مقایسه کرد، مانند منابعی که فرض می‌شود توسط عبدالقادر خان در اختیار ایرانی‌ها قرار گرفته باشد.

## خرابکاری در برنامه هسته ای ایران

### عملیات بازی‌های المپیک
عملیات بازی‌های المپیک یک کمپین مخفیانه و هنوز به رسمیت شناخته نشده خرابکاری با استفاده از اخلال سایبری بود که توسط ایالات متحده و احتمالاً اسرائیل علیه تأسیسات هسته ای ایران هدایت می‌شد. همان‌طور که گزارش شده‌است، این یکی از اولین استفاده‌های شناخته شده از سلاح‌های سایبری تهاجمی است. بازی‌های المپیک که تحت مدیریت جورج دبلیو بوش در سال ۲۰۰۶ آغاز شد، در زمان پرزیدنت اوباما، که به توصیه‌های بوش برای ادامه حمله‌های سایبری به تأسیسات هسته‌ای ایران در نطنز توجه کرد، تسریع شد. بوش معتقد بود این استراتژی تنها راه جلوگیری از حمله متعارف اسرائیل به تأسیسات هسته ای ایران است.
در دوره دوم ریاست جمهوری بوش، ژنرال جیمز کارترایت به همراه سایر مقام‌های اطلاعاتی کد پیچیده‌ای را به بوش ارائه کردند که به عنوان یک سلاح سایبری تهاجمی عمل می‌کرد. «هدف دسترسی به کنترل‌های کامپیوتری صنعتی کارخانه نطنز بود… کد کامپیوتری به کامپیوترهای تخصصی که سانتریفیوژها را فرمان می‌دهند حمله می‌کرد.» همکاری با سرویس اطلاعاتی شنود اسرائیل، واحد ۸۲۰۰ صورت گرفت. دخالت اسرائیل برای آمریکایی‌ها مهم بود، زیرا اولی «اطلاعات عمیقی در مورد عملیات در نطنز داشت که برای موفقیت حمله سایبری حیاتی بود». علاوه بر این، مقام‌های آمریکایی می‌خواستند "اسراییلی‌ها را از انجام حمله پیشگیرانه خود علیه تاسیسات هسته ای ایران منصرف کنند." برای جلوگیری از حمله متعارف، اسرائیل باید عمیقاً در عملیات بازی‌های المپیک شرکت می‌کرد. ویروس کامپیوتری ایجاد شده توسط دو کشور به عنوان «اشکال» و استاکس نت توسط جامعه فناوری اطلاعات پس از عمومی شدن شناخته شد. این نرم‌افزار مخرب به‌طور موقت تقریباً ۱۰۰۰ سانتریفیوژ از ۵۰۰۰ سانتریفیوژ را در نطنز متوقف کرد.
یک خطای برنامه‌نویسی در «باگ» باعث انتشار آن به کامپیوترهای خارج از نطنز شد. هنگامی که یک مهندس «نطنز را ترک کرد و کامپیوتر [خود] را به اینترنت وصل کرد، باگ ساخت آمریکا و اسرائیل نتوانست تشخیص دهد که محیط آن تغییر کرده‌است.» این کد در اینترنت تکثیر شد و متعاقباً برای انتشار عمومی در معرض دید قرار گرفت. شرکت‌های امنیتی فناوری اطلاعات سیمنتک و کسیرسکی لب از آن زمان استاکس‌نت را بررسی کردند. مشخص نیست که آیا آمریکایی‌ها یا اسرائیلی‌ها این خطای برنامه‌نویسی را معرفی کرده‌اند.
طبق گزارش ماهنامه آتلانتیک، عملیات بازی‌های المپیک "احتمالا مهم‌ترین دستکاری مخفیانه طیف الکترومغناطیسی از زمان جنگ جهانی دوم است. نیویورکر ادعا می‌کند که عملیات بازی‌های المپیک "اولین اقدام تهاجمی رسمی از خرابکاری سایبری خالص توسط ایالات متحده علیه کشوری دیگر است، اگر نفوذهای الکترونیکی را که قبل از حمله‌های نظامی متعارف، مانند کامپیوترهای نظامی عراق قبل از تهاجم، پیش از حمله نظامی متعارف انجام داده‌اند، در نظر نگیریم. سال 2003."
واشینگتن پست گزارش داد که بدافزار شعله نیز بخشی از بازی‌های المپیک بوده‌است.
در گذشته، ایالات متحده و بسیاری از کشورهای دیگر با توانایی ایران برای تولید اورانیوم یا پلوتونیوم با غنای بالا مخالف بودند. در حال حاضر این یک واقعیت است که ایران این توانایی را دارد.
تحقیق‌های نشت در ژوئن ۲۰۱۳، گزارش شد که کارترایت هدف تحقیق‌های یک ساله وزارت دادگستری ایالات متحده در مورد درز اطلاعات طبقه‌بندی شده در مورد این عملیات به رسانه‌های ایالات متحده بوده‌است. در مارس ۲۰۱۵، گزارش شد که تحقیق‌های در میان نگرانی‌هایی مبنی بر اینکه مدارک لازم برای پیگرد قانونی بسیار حساس هستند، متوقف شده‌است.
استاکس نت
استاکس نت یک کرم کامپیوتری مخرب است که گمان می‌رود یک سلاح سایبری مشترک آمریکا و اسرائیل است. اگرچه هیچ‌یک از دو کشور این موضوع را آشکارا تأیید نکرده‌اند، مقام‌های ناشناس آمریکایی که با واشینگتن پست صحبت می‌کردند، ادعا کردند که این کرم در دوران دولت اوباما برای خرابکاری در برنامه هسته ای ایران با آنچه که به نظر می‌رسد یک سری طولانی از حوادث ناگوار است، ساخته شده‌است.
استاکس نت معمولاً از طریق یک درایو فلش آلوده به محیط مورد نظر معرفی می‌شود. سپس این کرم در سراسر شبکه پخش می‌شود و نرم‌افزار Step7 زیمنس را روی رایانه‌هایی که یک PLC را کنترل می‌کنند، اسکن می‌کند. در غیاب هر کدام از این معیارها، استاکس نت در داخل کامپیوتر غیرفعال می‌شود. اگر هر دو شرط برآورده شوند، استاکس‌نت روت کیت آلوده را به نرم‌افزار PLC و Step7 معرفی می‌کند، کدها را اصلاح می‌کند و دستورات غیرمنتظره‌ای را به PLC می‌دهد در حالی که یک حلقه از بازخورد ارزش‌های سیستم عملیات عادی را به کاربران بازمی‌گرداند.
انواع مختلف استاکس نت پنج سازمان ایرانی را مورد هدف قرار دادند، که هدف احتمالی آن زیرساخت غنی سازی اورانیوم در ایران است. سیمانتک در اوت ۲۰۱۰ اشاره کرد که ۶۰ درصد از کامپیوترهای آلوده در سراسر جهان در ایران هستند. زیمنس اظهار داشت که این کرم هیچ آسیبی به مشتریان خود وارد نکرده‌است، اما برنامه هسته ای ایران که از تجهیزات تحریم شده زیمنس که مخفیانه تهیه شده‌است استفاده می‌کند، توسط استاکس نت آسیب دیده‌است. آزمایشگاه کسپرسکی به این نتیجه رسید که این حمله پیچیده تنها می‌توانست «با حمایت دولت ملت» انجام شود. میکو هیپونن، محقق ارشد اف سکیور، که در پرسش‌های متداول استاکس‌نت اظهار نظر کرد، «این چیزی است که به نظر می‌رسد، بله».
در ۱ ژوئن ۲۰۱۲، مقاله ای در نیویورک تایمز گفت که استاکس نت بخشی از یک عملیات اطلاعاتی ایالات متحده و اسرائیل به نام «عملیات المپیک» است که در زمان پرزیدنت جورج دبلیو بوش آغاز شد و در زمان پرزیدنت باراک اوباما گسترش یافت.
در ۲۴ ژوئیه ۲۰۱۲، مقاله‌ای توسط کریس ماتیشزیک از سی نت گزارش داد که چگونه سازمان انرژی اتمی ایران به میکو هیپونن، مدیر ارشد تحقیق‌هایی اف سکیور ایمیل می‌فرستد تا یک نمونه جدید از بدافزار را گزارش کند.
در ۲۵ دسامبر ۲۰۱۲، یک خبرگزاری نیمه رسمی ایرانی اعلام کرد که یک حمله سایبری توسط استاکس نت، این بار به صنایع در منطقه جنوبی کشور صورت گرفته‌است. این ویروس در ماه‌های اخیر یک نیروگاه و برخی صنایع دیگر در استان هرمزگان را هدف قرار داده‌است.
مطالعه گسترش استاکس نت توسط سیمانتک نشان داد که کشورهای اصلی آسیب دیده در روزهای اولیه آلودگی، ایران، اندونزی و هند بودند:
| کشور         | سهم کامپیوترهای آلوده |
| ------------ | --------------------- |
| ایران        | ۵۸٫۸۵٪                |
| اندونزی      | ۱۸٫۲۲٪                |
| هندوستان     | ۸٫۳۱٪                 |
| آذربایجان    | ۲٫۵۷٪                 |
| ایالات متحده | ۱٫۵۶٪                 |
| پاکستان      | ۱٫۲۸٪                 |
| کشورهای دیگر | ۹٫۲٪                  |

گزارش شده‌است که ایران پس از حمله استاکس‌نت، توانایی‌های جنگ سایبری خود را «تقویت» کرده‌است و مظنون به حمله‌های تلافی‌جویانه علیه بانک‌های آمریکایی است.
در مارس ۲۰۱۲ در مصاحبه ای با "۶۰ دقیقه" CBS News، ژنرال بازنشسته USAF مایکل هیدن - که به عنوان مدیر سیا و آژانس امنیت ملی خدمت می‌کرد - در حالی که اطلاعات مربوط به اینکه چه کسی استاکس نت را ایجاد کرده‌است را انکار کرد، گفت که او معتقد است که " ایده خوبی است» اما از این جهت که استفاده از سلاح‌های سایبری پیشرفته را که برای ایجاد آسیب فیزیکی طراحی شده‌اند، مشروعیت بخشیده‌است. هیدن گفت: «کسانی هستند که می‌توانند به این موضوع نگاهی بیندازند و حتی ممکن است سعی کنند آن را به اهداف خود برگردانند». در همان گزارش، شان مک گورک، یک مقام سابق امنیت سایبری در وزارت امنیت داخلی خاطرنشان کرد که کد منبع استاکس‌نت اکنون می‌تواند به‌صورت آنلاین دانلود و تغییر داده شود تا به سیستم‌های هدف جدید هدایت شود. او در مورد سازندگان استاکس نت گفت: «آنها جعبه را باز کردند. آنها توانایی خود را نشان دادند. . . این چیزی نیست که بتوان آن را پس گرفت.» مقاله ای در مجله Wired در مورد ژنرال آمریکایی کیت بی الکساندر بیان می‌کند: «او و جنگجویان سایبری اش قبلاً اولین حمله خود را انجام داده‌اند. سلاح سایبری که آمد به شناخته شده به عنوان استاکسنت ایجاد شد و توسط NSA در همکاری با سازمان سیا و اطلاعاتی اسرائیل در اواسط 2000s ساخته شده‌است. "

### دوقو
در ۱ سپتامبر ۲۰۱۱، یک کرم جدید پیدا شد که گمان می‌رود مربوط به استاکس نت باشد. آزمایشگاه رمزنگاری و امنیت سیستم (CrySyS) دانشگاه فناوری و اقتصاد بوداپست این بدافزار را تجزیه و تحلیل کرد و نام تهدید را «دوکو» گذاشت. سیمانتک، بر اساس این گزارش، تحلیل این تهدید را ادامه داد و آن را «تقریباً مشابه استاکس‌نت، اما با هدفی کاملاً متفاوت» خواند و یک مقاله فنی دقیق منتشر کرد. مؤلفه اصلی مورد استفاده در دوکو برای گرفتن اطلاعات مانند فشار دادن کلید و اطلاعات سیستم طراحی شده‌است. داده‌های استخراج شده ممکن است برای فعال کردن یک حمله مشابه استاکس نت در آینده استفاده شوند. در ۲۸ دسامبر ۲۰۱۱، مدیر تحقیق‌های و تجزیه و تحلیل جهانی آزمایشگاه کسپرسکی با رویترز در مورد نتایج تحقیق‌های اخیر صحبت کرد که نشان می‌دهد پلتفرم استاکس‌نت و دوکو هر دو از سال ۲۰۰۷ سرچشمه گرفته‌اند، و به دلیل ~d در ابتدای سال به عنوان تیلدد شناخته می‌شوند. نام فایل‌ها همچنین در این تحقیق امکان سه نوع دیگر بر اساس پلتفرم تیلدد آشکار شد.

### شعله
در می ۲۰۱۲، بدافزار جدید «شعله» پیدا شد که گمان می‌رود مربوط به استاکس نت باشد. محققان نام این برنامه را «شعله» بر اساس نام یکی از ماژول‌های آن گذاشتند. پس از تجزیه و تحلیل کد شعله، آزمایشگاه کسپرسکی گفت که یک رابطه قوی بین شعله و استاکس نت وجود دارد. نسخه اولیه استاکس نت حاوی کدی برای انتشار عفونت از طریق درایوهای فلش بود که تقریباً مشابه یک ماژول شعله است که از همان آسیب‌پذیری سوء استفاده می‌کند.

### ستاره‌ها
ویروس استارز یک ویروس کامپیوتری است که کامپیوترهایی را که دارای ویندوز مایکروسافت هستند آلوده می‌کند. در آوریل ۲۰۱۱ توسط مقام‌های ایرانی نامگذاری و کشف شد. ایران مدعی شد که از آن به عنوان ابزاری برای ارتکاب جاسوسی استفاده شده‌است. محققان غربی به این باور رسیدند که احتمالاً همان ویروس دوکو است که بخشی از حمله استاکس‌نت به ایران است.

## مهار یا سود پولی؟
با گذشت زمان، انگیزه‌های ایالات متحده زیر سؤال رفته‌است. برای بسیاری، هنوز روشن نیست که چرا ایالات متحده تصمیم گرفت تا وارد ایران می‌باشد. باید تحقیق شود که چرا ایالات متحده مرتکب اقدام‌هایی شده‌است. یکی از ایده‌های بحث‌برانگیز که می‌توان بلافاصله رد کرد، نفت است. علیرغم تأثیر بالقوه نفت، مدیر سیا که قبلاً در وال استریت به عنوان وکیل تجارت بین‌الملل سمتی داشت، این نظریه احتمالاً نادرست است. بسیار باورپذیرتر است که سیا انرژی خود را بر کنترل گسترش کمونیسم متمرکز کرد. آمریکایی‌ها قبلاً قراردادهایی با کویت و عربستان سعودی برای نفت داشتند، بنابراین حمله به ایران به قصد دریافت رایگان نفت اشتباه است. هدف سیا مهار ایران بود. یکی از مواردی که نشان دهنده صحت این موضوع است، موافقت ایالات متحده برای سرنگونی مصدق است. اطلاعات دریافت شده توسط سیا آنها را به سمت این تصمیم هدایت کرد. آمریکا پس از تماشای سقوط کشورها به دست کمونیسم در سراسر جهان، نمی‌خواست همین اتفاق در ایران بیفتد. هنگامی که ایالات متحده با موفقیت دولت ایران را سرنگون کرد، سیا تلاش کرد اطلاعاتی را بیابد که به آنها اجازه می‌داد تا به تهدیدهای احتمالی دیگر حمله کنند.